# 3-heptanon
3-heptanon (ook ethyl-n-butylketon genoemd) is een organische verbinding met als brutoformule C7H14O. De stof komt voor als een kleurloze vloeistof met een kenmerkende banaangeur, die slecht oplosbaar is in water.

## Toepassingen
3-heptanon wordt voornamelijk gebruikt als geurstof in voedingsmiddelen en parfums.

## Toxicologie en veiligheid
3-heptanon is ontvlambaar en reageert met oxiderende stoffen. Het kan ontplofbare peroxiden vormen indien het in contact komt met lucht. Daarom moet 3-heptanon steeds onder inerte atmosfeer worden opgeslagen.
3-heptanon is irriterend voor ogen, de huid en de luchtwegen. Blootstelling aan hoge concentraties kan het bewustzijn verminderen.